# Mesenchytraeus armatus
Mesenchytraeus armatus is een ringworm uit de familie van de Enchytraeidae. De wetenschappelijke naam van de soort is voor het eerst geldig gepubliceerd in 1883 door Levinsen.